# Sigismond Ier d'Anhalt-Dessau
Sigismond Ier d'Anhalt-Dessau (mort à  Coswig entre le 19 janvier et le 22 octobre 1405), fut un prince allemand de la maison d'Ascanie qui règne conjointement sur la principauté d'Anhalt-Zerbst jusqu'en 1396, quand il devient le premier souverain de la principauté d'Anhalt-Dessau.

## Biographie
Sigismond Ier est le fils ainé de Jean II d'Anhalt-Zerbst et de son épouse Elisabeth, fille de Jean Ier, Coomte de Henneberg-Schleusingen.
En 1382, à la mort de son père, Sigismond hérite de la principauté d'Anhalt-Zerbst conjointement avec ses frères  Albert IV et Valdemar III. Après la mort de Valdemar en 1391, Sigismond et Albert restent seuls corégents.
Cinq ans plus tard en 1396 les deux frères décident de conclure un accord formel de partage de la principauté d'Anhalt-Zerbst. Sigismond prend le titre de « Seigneur de Zerbst », mais il établit sa résidence principale dans la cité de Dessau qui devient la capitale de la nouvelle principauté d'Anhalt-Dessau.

## Union et postérité
En 1386, Sigismond épouse Judith (morte après 1411), fille de Gebhard XI, comte de Querfurt. Ils ont onze enfants :
- Sophie (morte en 1419), épouse avant 6 juin 1415 Burkhard IV de Barby, comte de Mühlingen ;
- Elisabeth (morte après le 19 novembre 1413), épouse avant 1402 Albert II, comte de Mansfeld ;
- Anna (morte jeune) ;
- Marguerite (morte jeune) ;
- Valdemar IV ;
- Georges Ier ;
- Mathilde d'Anhalt (née 1392 – morte 1463), abbesse de Gernrode en 1439 ;
- Jean (IV) d'Anhalt (mort à Dessau en 1455),  chanoine à Mersebourg, puis prévôt de Mersebourg ;
- Sigismond II ;
- Albert V ;
- Ernest (mort après le 22 octobre 1405).